# Антипатър II Етесий
Вижте пояснителната страница за други личности с името Антипатър.
Антипатър Етесий (на старогръцки: Ἀντίπατρος Ετησίας, на латински: Antipater Etesias) е цар на Древна Македония от династията Антипатриди, племенник на цар Касандър.

## Биография
Антипатър се издига на престола на мястото на Мелеагър през 279 г. пр. Хр., по време на келтското нашествие в Македония. Понеже се оказва напълно неспособен да защити страната, много скоро македоните го лишават от властта в полза на военачалника Состен. Затова получава прякора „Етесий“ – по името на летния вятър, който, също както управлението на Антипатър, продължава едва 45 дни.
Антипатър Етесий не се отказва от властта, но трябва да се бори с други претенденти. Един от тях, Антигон Гонат, слага край на амбициите му като се възцарява през 276 г. пр. Хр. Етесий намира убежище в Александрия, в Птолемеев Египет.